# The Cherry Orchard (film, 1999)
The Cherry Orchard är en dramafilm från 1999 i regi av Michael Cacoyannis. Filmen är baserad på Anton Tjechovs pjäs Körsbärsträdgården från 1904. I huvudrollerna ses Charlotte Rampling, Alan Bates och Owen Teale.

## Handling
Den ryska aristokraten Madame Ranevskaja återvänder från Paris till Ryssland, efter att hon övergivits av sin älskare. Väl hemma möts hon av en obehaglig verklighet. Det belånade familjegodset, med tillhörande praktfulla trädgård med körsbärsträd som står i full blom, är på väg att gå förlorat. I sin förnekelse fortsätter hon att leva i det förflutna, istället för att rädda Körsbärsträdgården.

## Rollista i urval
- Charlotte Rampling - Madame Lyubov Andreievna Ranyevskaya
- Alan Bates - Leonid Andreievitch Gayev
- Owen Teale - Yermolai Alexeievitch Lopakhin
- Katrin Cartlidge - Varya
- Tushka Bergen - Anya
- Xander Berkeley - Yepikhodov
- Gerard Butler - Yasha
- Andrew Howard - Peter Trofimov
- Melanie Lynskey - Dunyasha
- Ian McNeice - Boris Borisovich Simeonov-Pishchik
- Frances de la Tour - Charlotta Ivanovna
- Michael Gough - Feers